# Bikolog Bikome II
Bikolog Bikome II ou Bikolokbikome II est un village de la région du Centre au Cameroun, localisé dans l'arrondissement (commune) de Bikok et le département de la Méfou-et-Akono.

## Population
En 1965 Bikolog Bikome II comptait 308 habitants, principalement des Ewondo.
Lors du recensement de 2005, ce nombre s'élevait à 289.